# Wael al-Halqi
Wael Nader al-Halqi (árabe: وائل نادر الحلقي, n. 4 de febrero de 1964) es un político y médico sirio. Fue nombrado primer ministro de Siria el 9 de agosto de 2012, después de que Riyad Farid Hijab, anterior primer ministro, desertara y se uniera al bando rebelde en la guerra civil siria. Ocupó el cargo hasta el 3 de julio de 2016. Antes había sido ministro de Salud desde 2011.

## Familia y educación
Al-Halqi nació en Jasim, en la gobernación de Dar'a, en 1964, en el seno de una familia musulmana suní. Obtuvo su título de Medicina en la Universidad de Damasco en 1987 y maestría en estudios de postgrado en Ginecología y Obstetricia de la Universidad de Damasco en 1991. 

## Carrera profesional
Ejerció como director de la atención primaria de salud en la ciudad de Jasim entre 1997 y 2000, y fue secretario del Partido Árabe Socialista Baaz en su ciudad entre 2000 y 2004. Fue director de Salud en Dar'a, y en 2010 fue nombrado jefe de los médicos sirios. El 9 de agosto de 2012 fue nombrado primer ministro por el presidente de Siria, Bashar al-Asad, después de la deserción de su predecesor Riyad Hijab Farid al bando rebelde huyendo a Jordania, y juró su cargo dos días después.
Sobrevivió en 2013 a un atentado con bomba.

## Vida personal
Al-Halqi está casado y tiene cuatro hijos, una hija y tres hijos.